# Nimm, was dein ist, und gehe hin
Nimm, was dein ist, und gehe hin (BWV 144) is een religieuze cantate van Johann Sebastian Bach.

## Programma
Deze cantate is bedoeld voor zondag septuagesima, 7 weken of 50 dagen voor Pasen en klonk voor het eerst op 6 februari 1724 in de Thomaskerk te Leipzig. Daarmee behoort deze cantate tot de eerste cantatejaargang.
Deze cantate maakt deel uit van de Paaskring, die de periode van 50 dagen voor Pasen tot 50 dagen na Pasen omvat. Zij opent meteen ook deze Paaskring van het kerkelijk jaar. Op Pinksteren, 50 dagen na Pasen sluit deze kring en start de Zomerkring met Trinitatis met zijn 12 zondagen erna.

## Tekst
De tekstdichter is onbekend.
Bijbellezingen:
- 1 Korinthiërs 9, 24-10  "Allen hebben hetzelfde geestelijke voedsel gegeten, dezelfde geestelijke drank gedronken, maar in de meesten van hen heeft God geen welgevallen gehad"
- Matteüs 20, 1-16 "Makker, ik doe je geen onrecht... steek bij je wat je toekomt en ga heen, het is mijn wil aan deze laatste net zo veel te geven als aan jou"

Inhoud cantate

1. Openingskoor "Nimm, was dein ist, und gehe hin"
2. Aria (alt) "Murre nicht lieber Christ"
3. Koor "Was Gott tut, das ist wohlgetan"
4. Recitatief (tenor) "Wo die Genügsamkeit regiert"
5. Aria (sopraan) "Genügsamkeit"
6. Koraal "Was mein Gott will, das g'scheh allezeit"

## Muzikale bezetting
Oboe d'amore 1 en 2; viool 1 en 2, altviool en basso continuo.

## Toelichting

### Algemeen
De stijl en inhoud van deze cantate, als opener van de Paaskring, sluit sterk aan aan de direct voorafgaande cantaten van de zondagen na Epifanie, de Verschijning. Ook in deze cantate experimenteert de componist met de vormgeving en de uitdrukking.

### Bachs muzikale verwerking
Het indrukwekkend openingskoor start direct zonder orkestinleiding en is een doorwrocht stuk contrapuntische muziek, een strijd tussen "dux" (voorganger) en "comes" (volgeling), van thema en contrasubject.